# Боген, Александр
Александр Боген (ивр. אלכסנדר בוגן‎, англ. Alexander Bogen, при рождении Каценбоген; 1916—2010) — польский и израильский художник и скульптор, участник Второй мировой войны.

## Жизнь и творчество
Родился 24 января 1916 года в городе Юрьев (ныне Тарту) Российской империи. Его родители Григорий Зусманович Каценбоген и Мера Тевелевна Равицкая (1888, Волковыск — ?) были врачами — отец происходил из минской светской семьи, мать была дочерью раввина Юделя-Тевеля Гирш-Лейбовича Равицкого. В семье ещё была младшая сестра, отец погиб в Первую мировую войну в 1916 году. В 1924 году мать вторично вышла замуж за Сроела-Бера Мовшевича Рабиновича (1887—), семья жила в Вильнюсе на Портовой улице, № 7.
Рос в Вильно, в юношестве придерживался ценностей культуры на идише объединения Юнг Вилне, а также польской культуры. После окончания учёбы в гимназии был принят в Художественную академию им. Стефана Батория при Университете Вильно (ныне это Вильнюсский университет), где изучал живопись и скульптуру. Его учёба на четвёртом курсе была прервана Второй мировой войной. Во время Великой Отечественной войны Александр Боген был интернирован в гетто Свенцян, затем в Вильнюсское гетто, откуда бежал в 1943 году, присоединился к партизанам (бригада имени Ворошилова) и стал командиром еврейского партизанского отряда в Нарочанском лесу. Здесь же он спрятал многие рисунки, которые сделал в это время около озера Нарочь. Осенью 1943 года он участвовал в спасении членов Объединённой партизанской организации, действующих в Вильнюсском гетто и возглавляемых поэтом Абой Ковнером, школьным другом Александра. Гетто было уничтожено немцами в конце сентября 1943 года, партизанскому отряду Александра Богена удалось спасти некоторых ключевых людей из этого гетто, одним из них был Авром Суцкевер. Его удалось переправить его в Москву вместе с некоторыми рисунками Богена, которые в итоге были выставлены в Москве.
После войны Боген вернулся к учёбе и окончил образование, получив степень художника монументальной живописи в Вильнюсской художественной академии. В 1947 году он преподавал в Академии изобразительных искусств в Лодзи, стал известным художником, сценографом и книжным иллюстратором. Александр Боген получил признание в качестве польского художника и героя войны, получившего несколько наград. Он стал активным участником восстановления культурной жизни еврейской общины в послевоенный период, провёл ряд выставок, в числе которых большая ретроспективная выставка в Лодзинском государственном музее в 1950 году.
В 1951 году Александр Боген с женой Рахель иммигрировали в Израиль и поселились в Тель-Авиве. С женой он познакомился в университете, она училась на химическом факультете. Во время жизни в Израиле Боген продолжал свою творческую и образовательную деятельность в области искусства. В 1957 году он инициировал художественную программу WIZO в тель-авивской школе Ironi Yud-Dalet и руководил ею в течение 22 лет. Он вёл академические исследования в Школе изящных искусств в Париже и был лектором по искусству в Еврейском университете в Иерусалиме. Окончил парижскую Высшую школу изящных искусств Эколь-де-Базар. Профессор искусства.
В Израиле Боген создавал скульптурные произведения и памятники, в их числе мемориал еврейским партизанам, воевавшим против нацистов в годы Второй мировой войны, в Латруне, Израиль. Александр Боген продолжал творческую деятельность до конца своей жизни. Умер 20 октября 2010 года в Тель-Авиве.
В июле 2018 года мэр Тель-Авива Рон Хулдаи открыл в честь Богена мемориальную доску на доме, где он жил и работал.
В Польше и Израиле был участником многих персональных и групповых выставок. В 1951 году он был удостоен Государственной премии ПНР, в 1962 году — Israel Ministry of Education & Culture Prize, в 1980 году — Prize of the Sea League of Israel, в 1982 году — The Negev Prize, в 1993 году награждён французской медалью Medal of the City of Vesoul, в 1995 году удостоен премии Shalom Aleichem Prize.